# Ammobates muticus
Ammobates muticus är en biart som beskrevs av Maximilian Spinola 1843. Ammobates muticus ingår i släktet Ammobates och familjen långtungebin. Inga underarter finns listade i Catalogue of Life.